# 河南贡院碑
河南贡院碑共两通，分别为《改建河南贡院碑》与《重修河南贡院碑记》，清代勒刻。为河南贡院改建、重修时，时任政府所刻立。现存于开封市明伦街河南大学校内，旁有二层贡院执事房一座，是当时考官办公和休息的地方，依据旧照片重建。

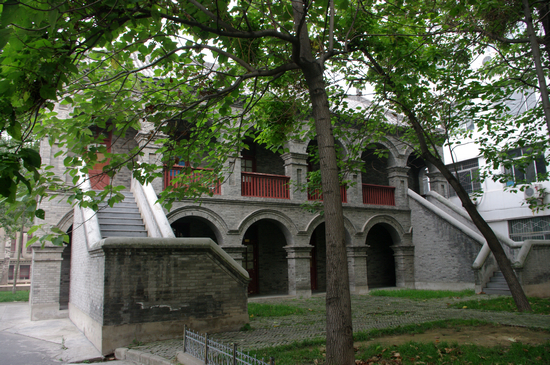
河南贡院碑旁的执事房位于开封市明伦街河南大学院内

## 背景
河南贡院是河南省举行乡试、选拔举人的场所，清初由明周王府旧址（今龙亭一带）迁至今址。现仅存两通碑刻，保存完好，均为清代勒刻。一通为《改建河南贡院碑》，碑文为当时河南巡抚田文镜撰写，立于清雍正十年（1732年），高2.16米，宽0.96米;另一通为《重修河南贡院碑记》，撰写碑文的是时任河南巡抚的牛鉴，立于清道光二十四年（1844年），高2.66米，宽1.07米。两碑翔实地记述了河南贡院迁址、兴建、扩建、重修的史实。

## 历史价值
清代会试，是各省举人参加、选拔进士的全国性科举考试，循例皆在北京顺天贡院举行。八国联军之役，顺天贡院被毁。清光绪二十九年（1903年）、三十年（1904年）连续两次会试均改于河南贡院举行。之后，清政府宣布自丙午科（1906年）始，所有乡试、会试一律停止。河南贡院碑见证了中国科举制度的终结，在中国科举史上有其特殊的意义，为第五批河南省文物保护单位。